# Tarkhāş
Tarkhāş (persiska: ترخاص) är en ort i Iran.   Den ligger i provinsen Khorasan, i den nordöstra delen av landet, 600 km öster om huvudstaden Teheran. Tarkhāş ligger 1 349 meter över havet och antalet invånare är 414.
Terrängen runt Tarkhāş är kuperad österut, men västerut är den platt. Runt Tarkhāş är det ganska glesbefolkat, med 29 invånare per kvadratkilometer. Närmaste större samhälle är Solţānābād, 7,8 km nordväst om Tarkhāş. Trakten runt Tarkhāş består i huvudsak av gräsmarker.